# ToBI
ToBI (abreviatura de tones and break indices en anglès) és un conjunt de convencions per transcriure i anotar la prosòdia, basat en el model mètric-autosegmental proposat en la tesi doctoral de Janet Pierrehumbert. El terme "ToBI" s'ha utilitzat per referir-se al sistema de transcripció prosòdica de l'anglès americà, que fou el primer sistema ToBI, desenvolupat per Mary Beckman i Janet Pierrehumbert, entre d'altres. Tanmateix, s'han desenvolupat altres sistemes ToBI per a llengües diferents, com el Cat_ToBI, per al català; l'Sp_ToBI, per al castellà; o el ToDI, per a l'holandès.

## Resum
Les transcripcions ToBI s'organitzen en cinc nivells: (a) el nivell de separació prosòdica; (b) el nivell de transcripció tonal, on s'indiquen els esdeveniments tonals; (c) el nivell de representació ortogràfica; (d) el nivell de transcripció fonètica; (e) un nivell per a comentaris i observacions.

## Esdeveniments tonals
Els esdeveniments tonals són de dos tipus: accents tonals i accents de frontera.
Els accents tonals (com per exemple H* o L*, un to alt o baix respectivament) són moviments d'f0 que se solen realitzar en síl·labes tòniques. Per exemple, en la frase "La Maria menja mandarines" les síl·labes en negreta rebrien accent tonal. Per al català s'han descrit accents monotonals (H*, L*), bitonals (per exemple, L*+H, H+L*) i tritonals (L+H*+L).
Els tons de frontera, representats amb el símbol %, es realitzen als límits dels dominis prosòdics. Si comparem una oració declarativa amb una d'interrogativa, una diferència important és en el to de frontera final, que sol ser descendent en les declaratives i ascendent en molts tipus d'interrogatives.

## Graus de separació prosòdica
Els nivells de separació prosòdica (break indices en anglès) indiquen el grau de separació entre dominis prosòdics:
- 0 = indica una frontera entre clítics (per exemple, "la Maria");
- 1 = indica una frontera entre mots prosòdics;
- 2 = indica una frontera percebuda sense efecte en l'entonació o bé una frontera entonativa sense pausa;
- 3 = indica una frontera entre frases intermèdies;
- 4 = indica una frontera entre frases entonatives.[4]